# Amplypterus
Amplypterus là một chi bướm đêm thuộc họ Sphingidae.

## Các loài
- Amplypterus celebensis - (Rothschild & Jordan, 1906)
  - Amplypterus celebensis seramensis - Inoue, 1999
- Amplypterus mansoni - (Clark 1924)
- Amplypterus mindanaoensis - Inoue, 1996
- Amplypterus panopus - (Cramer 1779)
  - Amplypterus panopus hainanensis - Eitschberger, 2006
- Amplypterus sumbawanensis - (Eitschberger, 2006)

## Hình ảnh

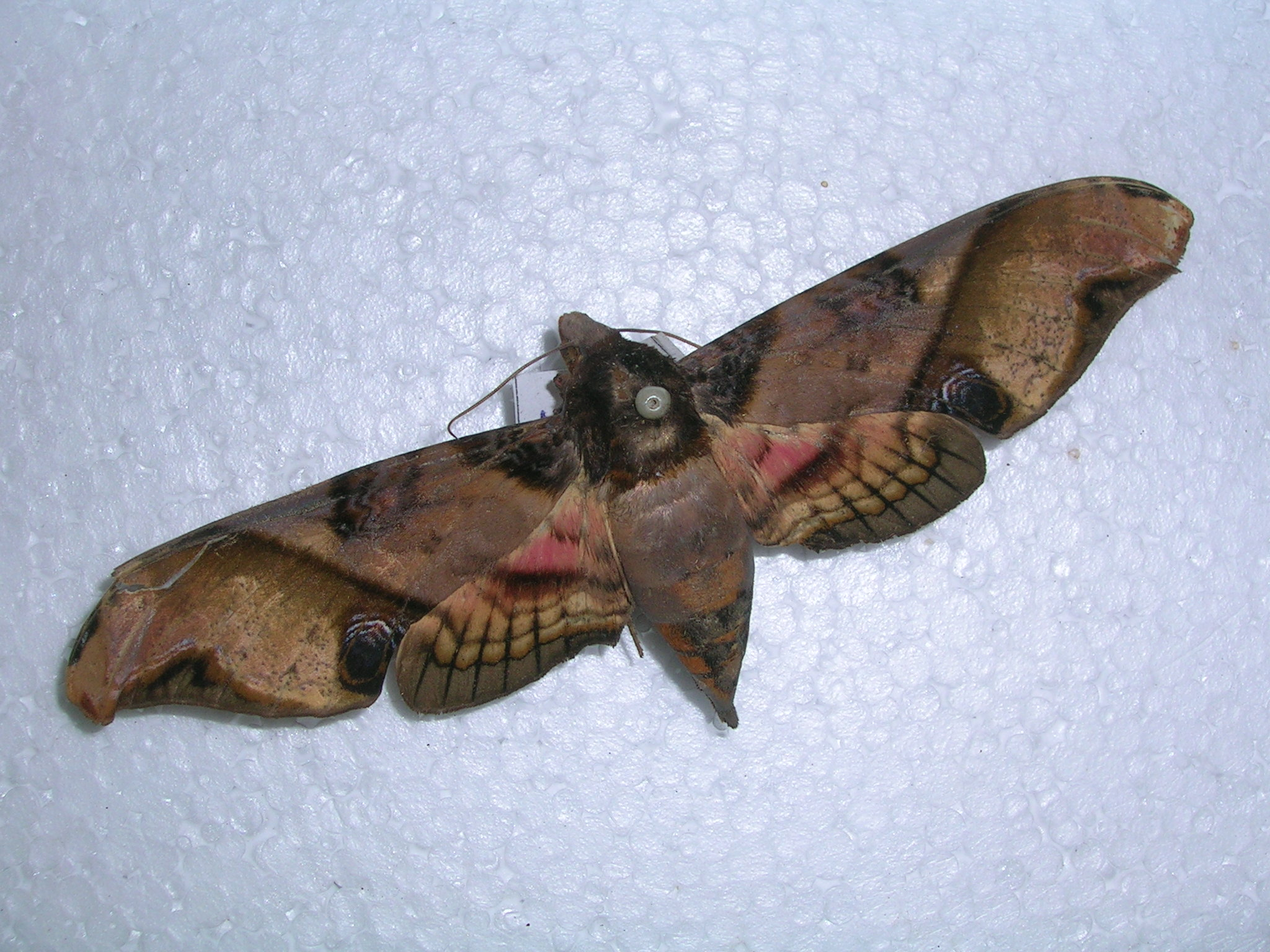
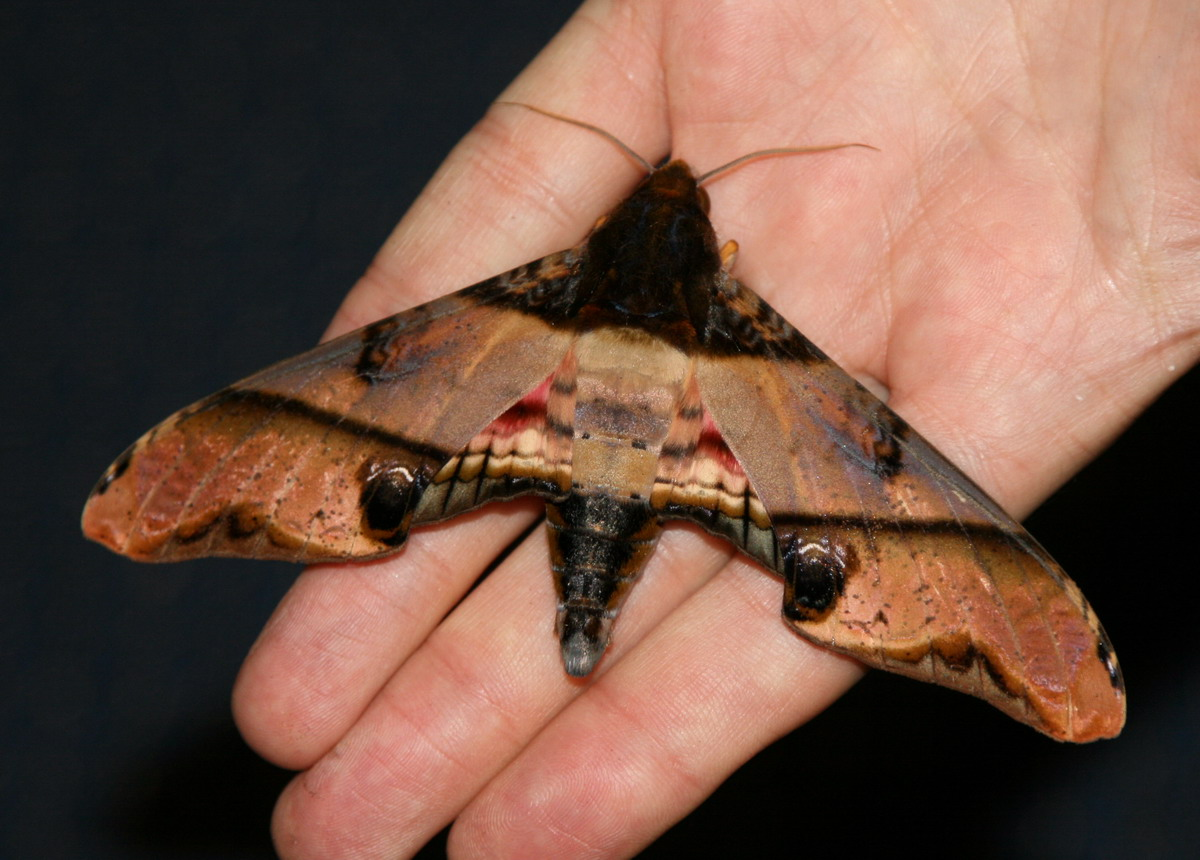